# Chirita depressa
Chirita depressa är en tvåhjärtbladig växtart som beskrevs av Joseph Dalton Hooker. Chirita depressa ingår i släktet Chirita och familjen Gesneriaceae. Inga underarter finns listade i Catalogue of Life.